# David Simon
David Judah Simon (Washington, D.C., 9 de fevereiro de 1960) é um escritor, jornalista e produtor televisivo norte-americano, mais conhecido pelo seu trabalho como criador e escritor da série de televisão The Wire.

## Juventude
Simon nasceu em Washington, DC. É filho de Dorothy Simon, dona de casa, e Bernard Simon, ex-jornalista e então diretor de relações públicas da B'nai B'rith por 20 anos.  Ele se formou na Bethesda-Chevy Chase High School em Bethesda, Maryland, e escreveu para o jornal da escola, The Tattler. Em 1983, ele se formou na Universidade de Maryland, College Park. Enquanto estava na faculdade, escreveu e foi editor do jornal independente The Diamondback.